# Élections législatives jamaïcaines de 1972
Des élections législatives ont lieu en Jamaïque le 29 février 1972. Elles sont remportées par le Parti national du peuple, qui gagne 37 sièges sur 53. La participation est de 78,9 %.

## Résultats
| Parti                          | Votes   | %    | Sièges | +/-     |
| ------------------------------ | ------- | ---- | ------ | ------- |
| Parti national du peuple       | 266 927 | 56,4 | 37     | +17     |
| Parti travailliste de Jamaïque | 205 587 | 43,4 | 16     | -17     |
| Parti chrétien-démocrate       | 109     | 0,0  | 0      | Nouveau |
| Indépendants                   | 1 028   | 0,2  | 0      | 0       |
| Vote invalides/blancs          | 4 120   | –    | –      | –       |
| Total                          | 477 771 | 100  | 53     | 0       |
| Source : Nohlen                |         |      |        |         |